# Hydrangea paniculata
Espèce
Classification APG II (2003)
Hydrangea paniculata est une espèce du genre Hydrangea originaire d'Asie tempérée orientale : Chine, Corée, Japon, Sakhaline.

## Description
Il s'agit d'un arbuste caduc, de moins de 2 m de haut.
Les feuilles sont vert moyen, larges, ovales.
En été, la plante produit des inflorescences à petites fleurs fertiles internes blanches (pour le type sauvage), entourées de grandes fleurs stériles blanches.
On compte deux taxons botaniques de rang inférieur :
- Hydrangea paniculata Siebold var. grandiflora  Siebold
- Hydrangea paniculata Siebold f. velutina (Nakai) H.Ohba (2001)

## Utilisation
Au Japon, son écorce était utilisée pour la fabrication de certains papiers.
Il s'agit maintenant d'une espèce utilisée comme arbuste ornemental en situation ombragée qui se trouve aisément en France. Elle exige un substrat acide à neutre.
De nombreuses variétés, cultivars et hybrides horticoles sont disponibles, dont :

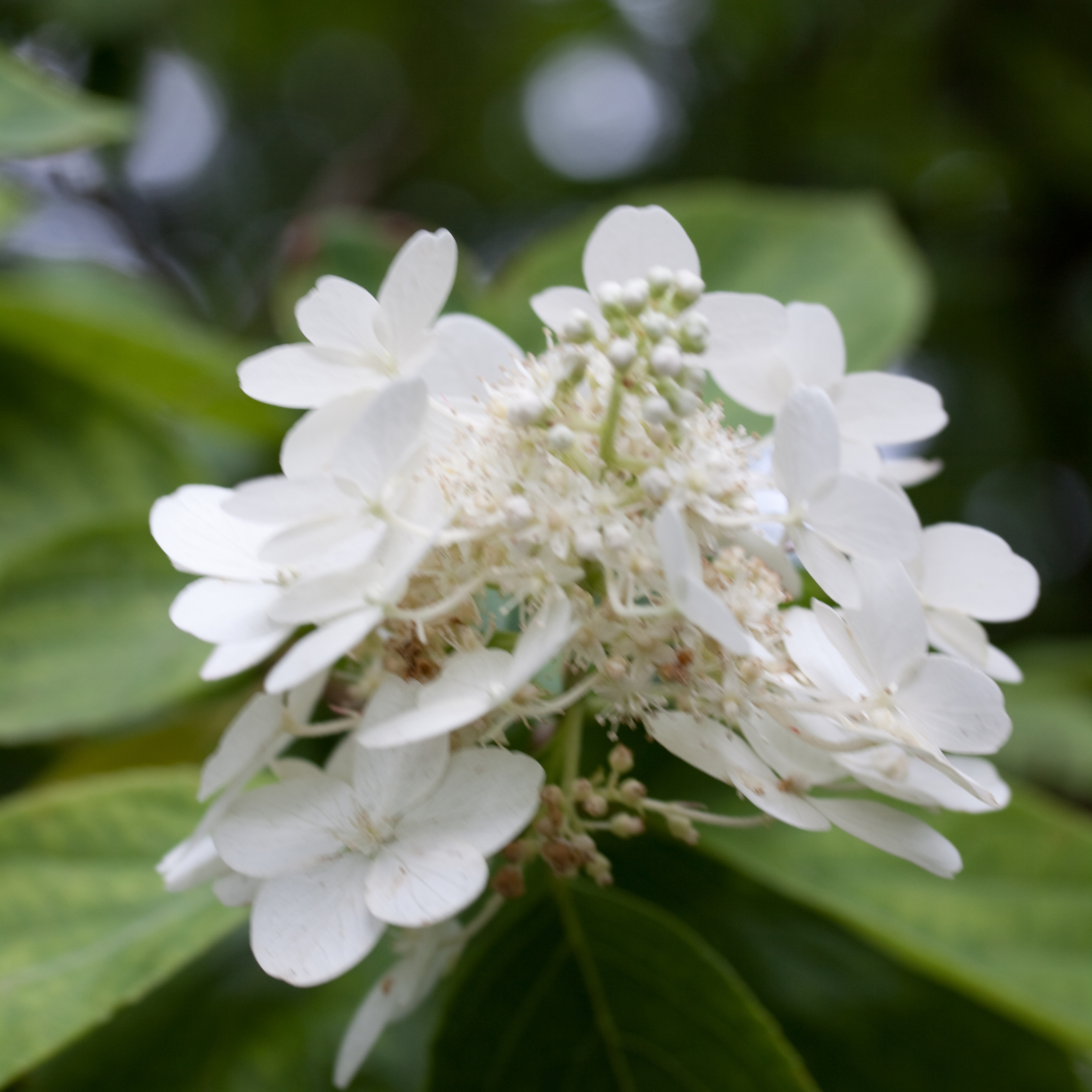
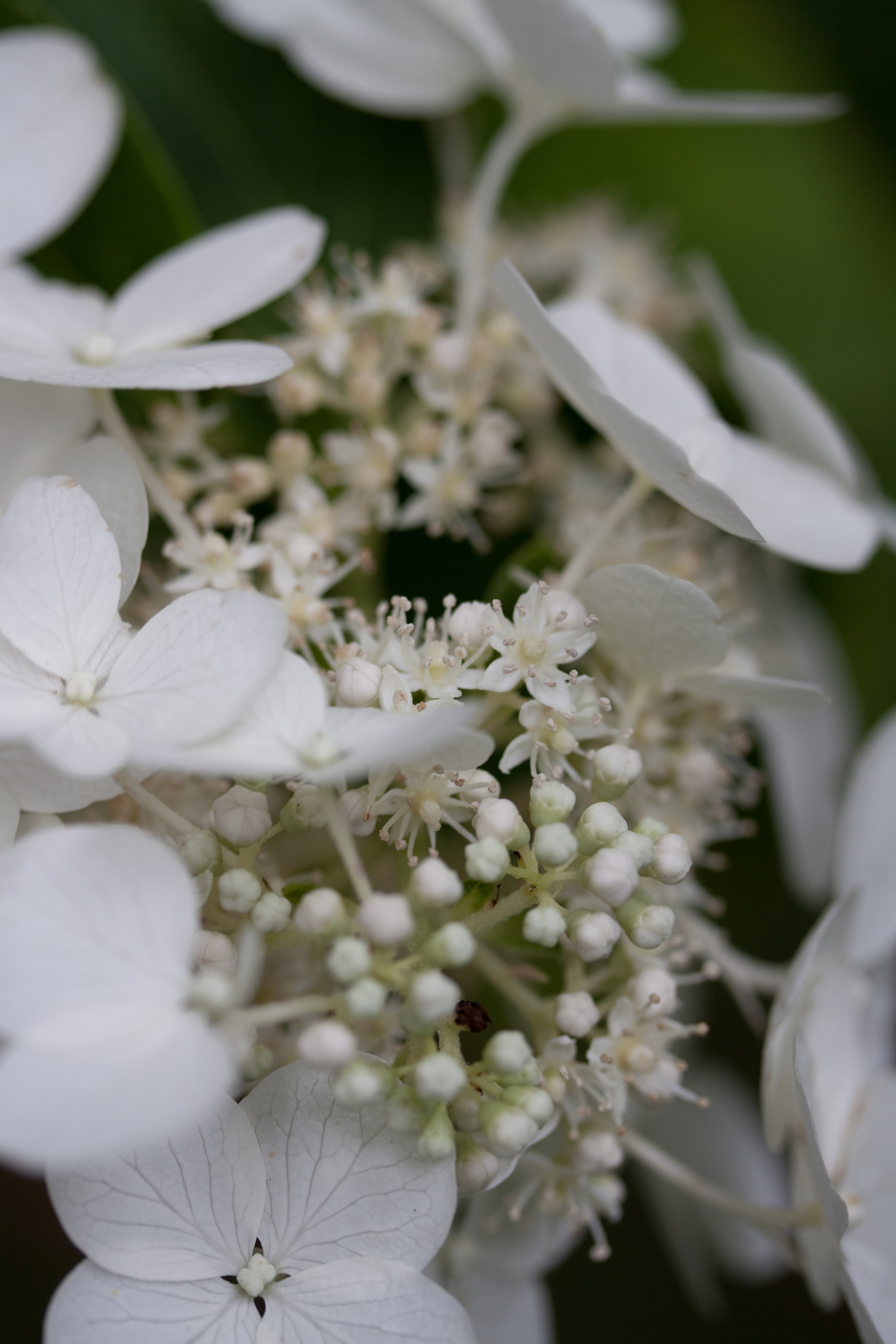
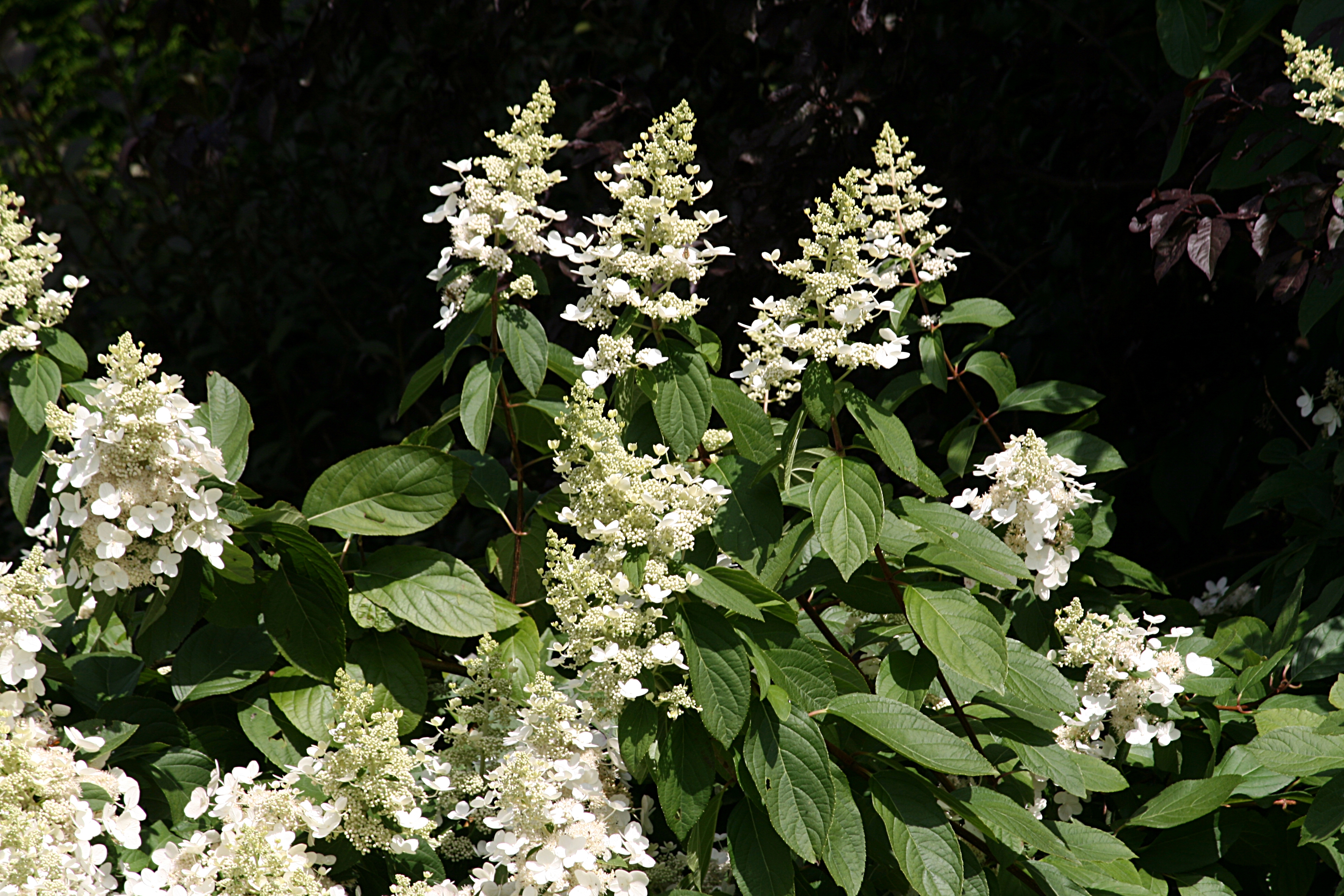
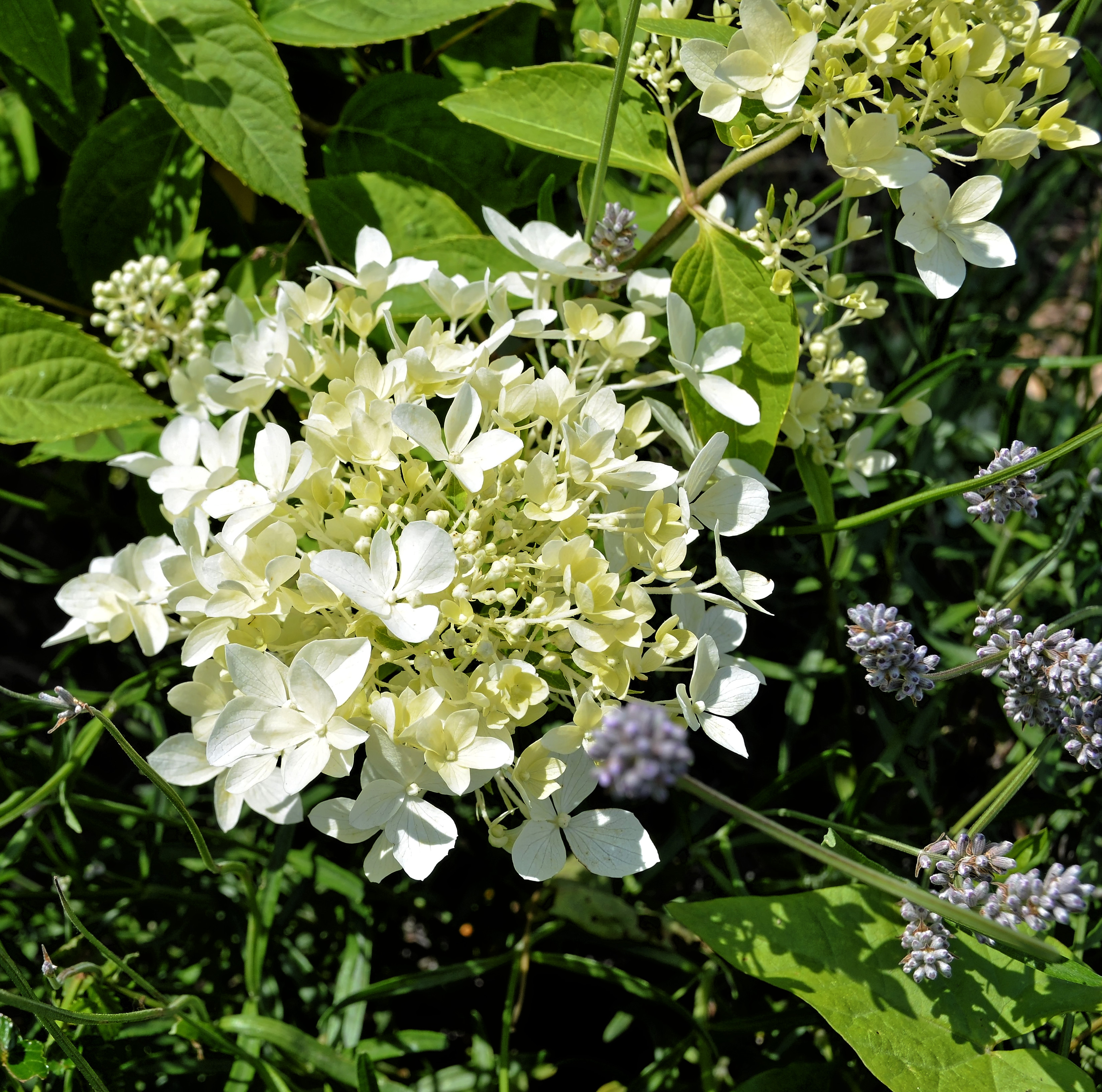

- Hydrangea paniculata 'Floribunda'
- Hydrangea paniculata 'Grandiflora'
- Hydrangea paniculata 'Kyushu'
- Hydrangea paniculata 'Lime light'
- Hydrangea paniculata 'Phantom'
- Hydrangea paniculata 'Silver dolar'